# Bierastawiec
Bierastawiec (biał. Бераставец; ros. Берестовец, Bieriestowiec; pol. hist. Berestowiec) – wieś na Białorusi, w obwodzie homelskim, w rejonie kormańskim, w sielsowiecie Starahrad.

## Historia
W XIX i w początkach XX w. położony był w Rosji, w guberni mohylewskiej, w powiecie rohaczewskim, w gminie Dowsk. Następnie w granicach Związku Sowieckiego. Od 1991 w niepodległej Białorusi.